# Wereldbeker voetbal 1989
De Wereldbeker van 1989 werd gespeeld tussen de Italiaanse voetbalclub AC Milan en de Colombiaanse club Atlético Nacional.
Atlético Nacional mocht meedoen omdat ze in het seizoen 1988/89 de Copa Libertadores hadden gewonnen door in de finale Club Olimpia Asunción te verslaan. AC Milan mocht meedoen omdat ze in de finale van de Europacup I Steaua Boekarest hadden verslagen. Alberigo Evani werd uitgeroepen tot Man of the Match.

## Wedstrijddetails
|                  |            |              |                   |                                                                                         |
| 17 december 1989 | AC Milan   | 1 – 0 (n.v.) | Atlético Nacional | Olympisch Stadion, Tokio Toeschouwers: 60.228 Scheidsrechter: Erik Fredriksson (Zweden) |
| 17 december 1989 | Evani 119' | Verslag      |                   | Olympisch Stadion, Tokio Toeschouwers: 60.228 Scheidsrechter: Erik Fredriksson (Zweden) |

| AC Milan | Atlético Nacional |

| AC Milan:      |    |                       |     |
|                |    |                       |     |
| GK             | 1  | Giovanni Galli        |     |
| RB             | 2  | Mauro Tassotti        |     |
| CB             | 6  | Franco Baresi         |     |
| CB             | 5  | Alessandro Costacurta |     |
| LB             | 3  | Paolo Maldini         |     |
| RM             | 7  | Roberto Donadoni      |     |
| CM             | 8  | Frank Rijkaard        |     |
| CM             | 10 | Carlo Ancelotti       |     |
| LM             | 4  | Diego Fuser           | 65' |
| CF             | 11 | Daniele Massaro       | 70' |
| CF             | 9  | Marco van Basten      |     |
| Wisselspelers: |    |                       |     |
| MF             | 14 | Alberigo Evani        | 65' |
| FW             | 16 | Marco Simone          | 70' |
| Coach:         |    |                       |     |
| Arrigo Sacchi  |    |                       |     |

| Atlético Nacional: |    |                       |     |
|                    |    |                       |     |
| GK                 | 1  | René Higuita          |     |
| RB                 | 3  | Gabriel Gómez         |     |
| CB                 | 2  | Andrés Escobar        |     |
| CB                 | 5  | Geovanis Cassiani     |     |
| LB                 | 4  | Luis Fernando Herrera |     |
| DM                 | 8  | Leonel Álvarez        |     |
| RM                 | 10 | Alexis García         |     |
| CM                 | 6  | José Ricardo Pérez    |     |
| LM                 | 7  | Jaime Arango          | 46' |
| CF                 | 9  | Níver Arboleda        | 46' |
| CF                 | 11 | John Jairo Tréllez    |     |
| Wisselspelers:     |    |                       |     |
| MF                 | 15 | Gustavo Restrepo      | 46' |
| FW                 | 16 | Albeiro Usuriaga      | 46' |
| Coach:             |    |                       |     |
| Francisco Maturana |    |                       |     |

1960 · 1961 · 1962 · 1963 · 1964 · 1965 · 1966 · 1967 · 1968 · 1969 · 1970 · 1971 · 1972 · 1973 · 1974 · 1975 · 1976 · 1977 · 1978 · 1979 · 1980 · 1981 · 1982 · 1983 · 1984 · 1985 · 1986 · 1987 · 1988 · 1989 · 1990 · 1991 · 1992 · 1993 · 1994 · 1995 · 1996 · 1997 · 1998 · 1999 · 2000 · 2001 · 2002 · 2003 · 2004